# Goin und Moin
Goin und Moin, auch Goinn und Moinn oder altnordisch Góinn ok Móinn,  sind in der nordischen Mythologie zwei Schlangen, die zusammen mit anderen Schlangen und dem schlangenartigen Drachen Nidhöggr unter dem Weltenbaum Yggdrasil leben.

## Forschung
Die Schlangen unter Yggdrasil sind der nordische Nachhall eines indogermanischen, mythischen Weltmodells, wonach am Fuße des Lebensbaums eine Schlange wohnt und in den Ästen ein Adler. Da über diese nordischen Schlangen nicht viel mehr als der bloße Name überliefert ist, kann man zu ihnen auch nicht mehr sagen, als das, was sich aus den Deutungen ihrer Namen ergibt.
- Goinn, altnordisch Góinn ([goːinː], mit langem o und langem n), bedeutet vielleicht „Land-Tier“.[6]
- Moinn, altnordisch Móinn ([moːinː]), heißt wohl „Moor-Tier“.[7] Der Name der dänischen Insel Møn könnte mit der Bezeichnung Móinsheimar „Heime des Móinn“ in Zusammenhang stehen.[8]
- Grafwitnir, altnordisch Grafvitnir, der Vater von Goinn und Moinn: sein Name ist fast nicht mehr verständlich. Man deutet ihn als „in einer Grube hausender Wolf“,[9] „Gruben-Wolf“,[10] „nagender Wolf“[11] oder „Grabwesen“.[12]
- Grabak, altnordisch Grábakr, ist der „Graurücken“.[6] Man findet den Namen auch in einem Skalden-Gedicht des 11. Jahrhunderts als Synonym für das Schiff Ormr inn langi,[6] woraus sich ein weiterer Wasserbezug der Schlangen ergibt.
- Grafwöllud, altnordisch Grafvölluðr, ist wiederum schwer übersetzbar. Vielleicht bedeutet der Name „Feld-Nager“,[11] „Feldgräber“[12] oder „der unter der Erde Grabende“.[10] Vielleicht muss man den Namen aber auch  Grafvöluðr als „der in der Grube Herrschende“ lesen.[10]
- Ofnir, altnordisch Ófnir, bedeutet „die sich Windende“[13] oder „der Verwirrte“[11] und ist zugleich einer der Beinamens Odins.
- Swafnir, altnordisch Sváfnir, ist der „Schlafbringer“[11] oder „der in den Schlaf (also Tod?)  versetzt“.[14] Auch dieser Name gehört zu den Beinamen Odins.